# میشل دوژوآنت
میشل دوژوآنت (فرانسوی: Michel Dejouhannet‎؛ زادهٔ ۳ ژوئیهٔ ۱۹۳۵) دوچرخه‌سوار اهل فرانسه است.